# Namea bunya
Namea bunya là một loài nhện trong họ Nemesiidae.
Namea bunya được miêu tả năm 1984 bởi Raven.